# VFA-136
136ème Escadron de chasseurs d'attaque
Le Strike Fighter Squadron ONE THREE SIX (STRKFITRON 136 ou VFA-136), est un escadron de chasseurs d'attaque de l'US Navy stationné à la Naval Air Station Lemoore, en Californie, aux États-Unis. L'escadron a été créé en 1985 et est surnommé "Knighthawks" . 
Le VFA-136 est équipé du F/A-18E/F Super Hornet ; leur indicatif radio est Gunstar et leur code de queue est AG. Depuis 2016 il est affecté au Carrier Air Wing Seven sur l'USS George H. W. Bush (CVN-77) sous le commandement du Strike Fighter Wing Atlantic (Naval Air Force Atlantic).

## Historique

### Années 1980
Le Strike Fighter Squadron One Three Six (VFA-136) a été créé le 1er juillet 1985 à la Naval Air Station Lemoore, en Californie, après formation avec le VFA-125. L'escadron a reçu son premier F/A-18A Hornet en janvier 1986, et un mois plus tard, il a déménagé vers son nouveau port d'attache, la Naval Air Station Cecil Field (en), en Floride.
Le VFA-136 a été déployé pour la première fois en septembre 1987 avec le Carrier Air Wing Thirteen (CVW-13) à bord de l'USS Coral Sea (CV-43) en mer Méditerranée. En 1988, il rejoint le Carrier Air Wing Seven (CVW-7) sur l'USS Dwight D. Eisenhower (CVN-69) pour deux déploiements.

### Années 1990

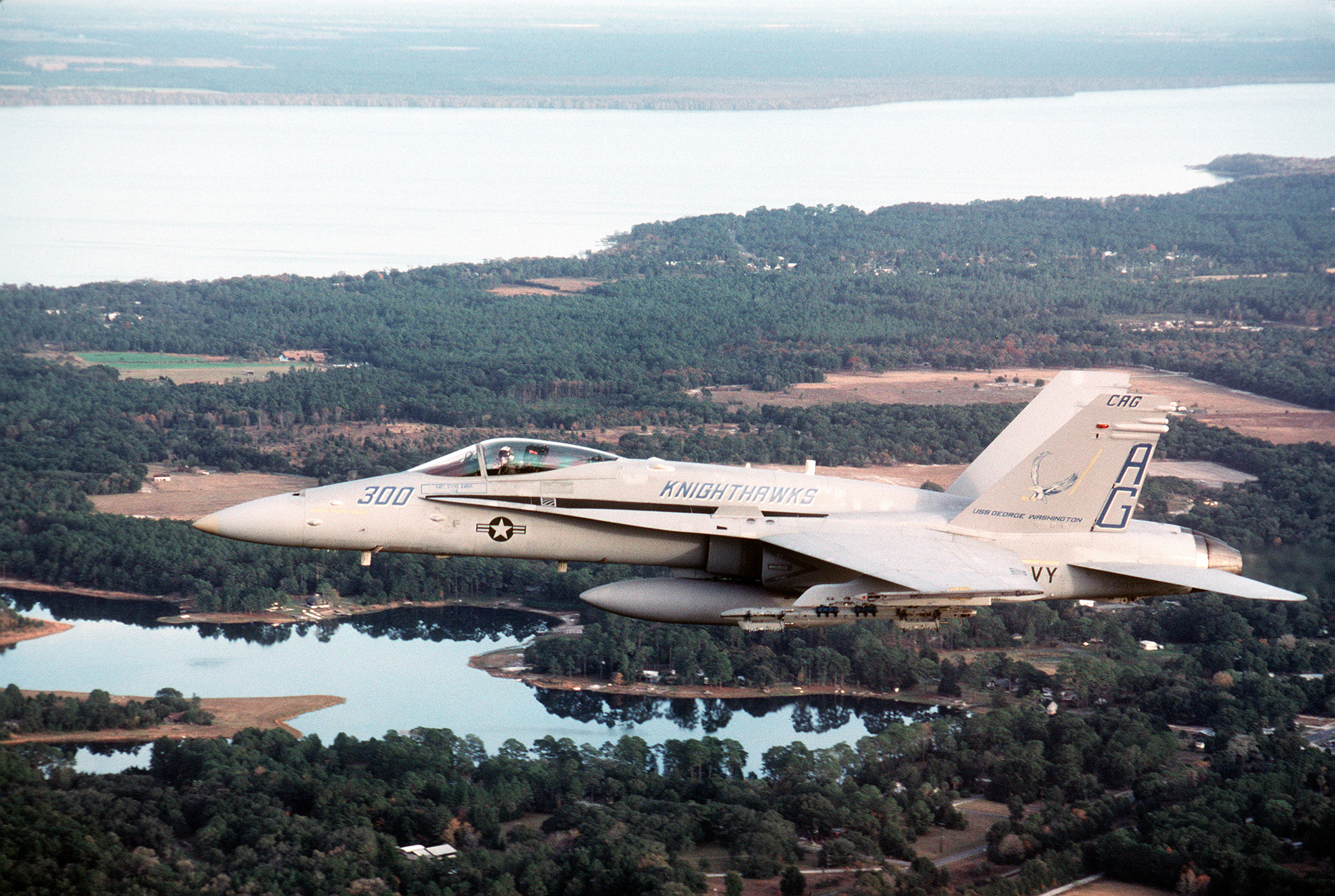
F-18C Hornet du VFA-136 en 1992

Lors de cette décennie, le VFA-136 avec le CVW-7 effectue 5 déploiements à bord de 3 porte-avions différents  :
- 2 à bord de l'USS Dwight D. Eisenhower (CVN-69) en mer Méditerranée (1990 à 1992)
- 2 à bord de l'USS George Washington (CVN-73) en mer Méditerranée (1994 à 1996)
- 1 à bord de l'USS John C. Stennis (CVN-74) dans le golfe d'Arabie (1998)

Lors de la «Centennial Cruise» en 1990, l'escadron a participé à des exercices avec les forces françaises, britanniques, italiennes et tunisiennes. La croisière a pris une tournure sérieuse après l'Invasion du Koweït par l'Irak le 2 août 1990. Le VFA-136 participe à l'appui de l'Opération Desert Shield : l'USS Dwight D. Eisenhower étant en poste en mer Rouge dans les 36 heures. Après son retour, l'escadron est passé au nouveau  Night Attack F/A-18C devenant le premier escadron d'attaque nocturne entièrement opérationnel dans l'US Navy.
En octobre 1991, l'escadron déployé le golfe Persique, fait appliquer les accords de paix établis après l'Opération Tempête du désert. Une fois ces opérations terminées, l'escadron s'est rendu dans l'Atlantique Nord pour participer à l'exercice "TEAMWORK '92" de l'OTAN.
Le VFA-136 a embarqué à bord du plus récent porte-avions, l'USS George Washington, pour sa croisière inaugurale en mai 1994. L'USS George Washington était le navire amiral de la célébration du 50e anniversaire du Débarquement de Normandie, accueillant le président Bill Clinton. Au cours de la croisière, l'escadron a participé aux opérations de l'OTAN Deny Flight (au-dessus de la Bosnie-Herzégovine), Southern Watch et Vigilant Warrior (toutes deux dans le golfe Persique). En janvier 1996, le VFA-136 intervient à l'appui de l'Opération Decisive Endeavour au-dessus de la Bosnie-Herzégovine et de l'Opération Southern Watch.
En février 1998, le VFA-136' participe au premier déploiement de l'USS John C. Stennis dans le golfe Persique à l'appui de l'Opération Southern Watch. Immédiatement après ce déploiement, l'escadron a déménagé à la Naval Air Station Oceana en décembre 1998.

### Années 2000 et 2010
Au cours de cette décennie, le VFA-136 effectue 9 déploiements  sur 6 porte-avions différents :
- 1 à bord de l'USS Dwight D. Eisenhower (CVN-69) en Méditerranée (2000)
- 1 à bord de l'USS John F. Kennedy (CV-67) (2002)
- 1 à bord de l'USS George Washington (CVN-73) (2004)
- 4 à bord de l'USS Enterprise (CVN-65) (2006, 2007, 2011 et 2012)
- 1 à bord de l'USS George H. W. Bush (CVN-77) (2009)
- 1 à bord de l'USS Theodore Roosevelt (CVN-71) (2015)

En 2000, l'escadron participe à l'appui des Accords de Dayton régissant la paix entre les anciennes factions belligérantes en Bosnie et dans d'autres parties des Balkans, puis à l'appui de l'Opération Southern Watch avant de retourner à la base navale de Norfolk

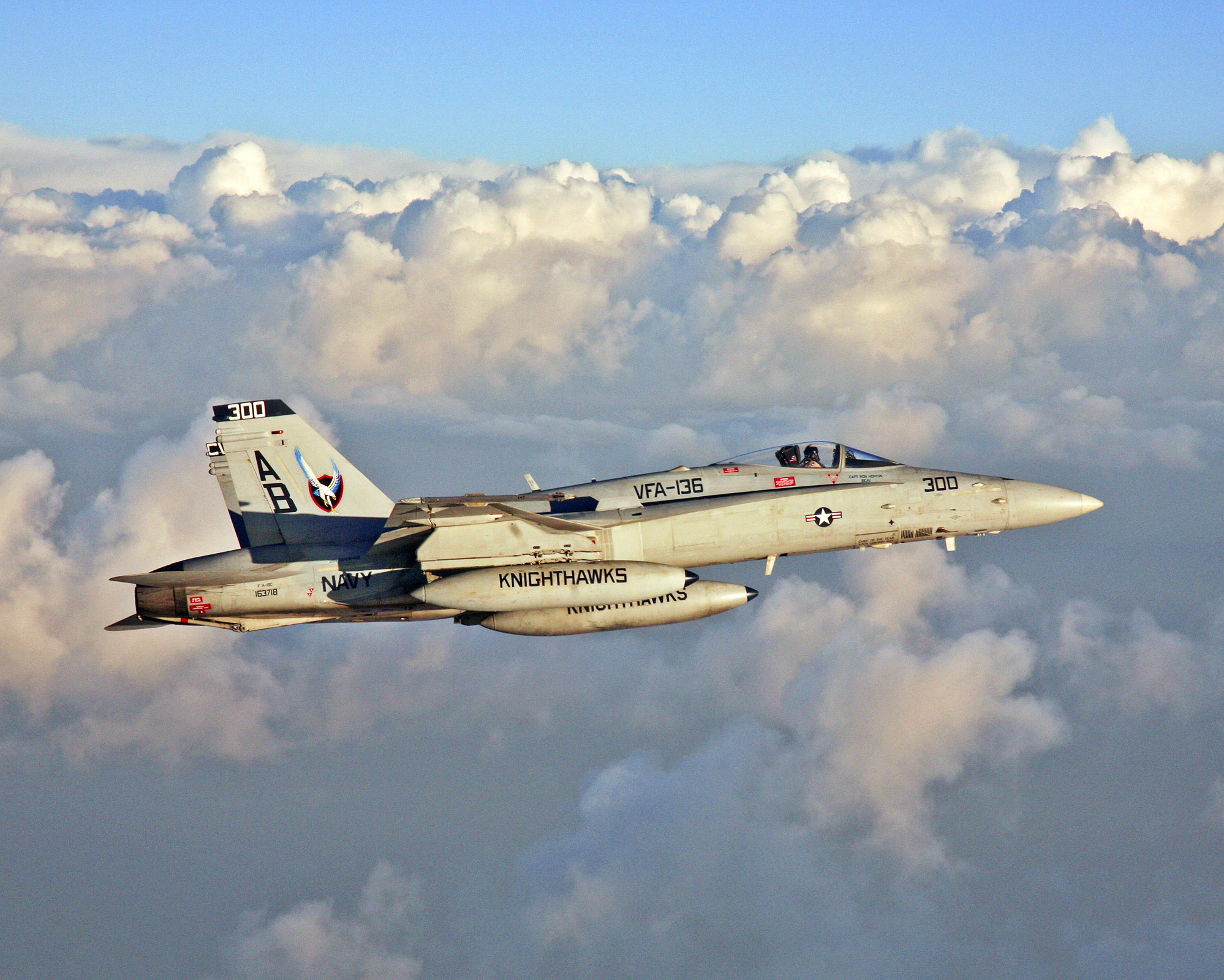
F-A-18C Hornet du VFA-136 en 2007

En 2011, l'escadron équipé alors de F/A-18E/F Super Hornet effectue des sorties de combat dans le ciel au-dessus de l'Afghanistan à l'appui de l'Opération Enduring Freedom et au-dessus de l'Irak à l'appui de l'Opération New Dawn tout en soutenant les opérations anti-piraterie et les forces spéciales sur plusieurs théâtres d'opération. À l'été 2016, l'escadron a été déplacé du NAS Oceana au NAS Lemoore.
L'escadron devait se déployer à bord de l'USS Harry S. Truman (CVN-75) en septembre 2019 mais, en raison de problèmes électriques importants, le Harry S.Truman n'a pu démarrer qu'en novembre 2019 avec un retour prévu en mars 2020. Juste avant leur transit par la mer Rouge et le canal de Suez l'escadre aérienne a reçu l'ordre de rester en poste en raison des hostilités avec l'Iran.

## Année 2020
L'unité participe à la crise de la mer Rouge à la suite des tirs Houtis contre des navires dans l'océan Indien a bord du Truman. Un F/A-18E/F Super Hornet et son tracteur de pont d'envol tombe du navire le 28 février 2025.